# Ein Minimum an Trost
Ein Minimum an Trost (Originaltitel: Quantum of Solace) ist eine erstmals 1959 veröffentlichte Kurzgeschichte von Ian Fleming über den Geheimagenten James Bond. Allerdings handelt es sich nicht um eine typische Spionagegeschichte, sondern vielmehr um eine Erzählung, die von Bond kommentiert wird. Die bekannteste Veröffentlichung dieser Geschichte war im James-Bond-Kurzgeschichtensammelband 007 James Bond greift ein (Originaltitel: For Your Eyes Only).
Der Name der Kurzgeschichte wurde für den 2008 veröffentlichten zweiten Auftritt des Schauspielers Daniel Craig in der Titelrolle, den insgesamt 22. James-Bond-Film der EON-Productions mit dem Originaltitel Quantum of Solace verwendet, der deutsche Filmtitel lautet Ein Quantum Trost. Die Handlung des Films nimmt jedoch keinen Bezug auf die Kurzgeschichte.

## Inhalt
James Bond ist in Nassau (Bahamas) auf einer recht langatmigen Dinnerparty und redet mit dem dortigen Gouverneur. Bond fühlt sich unwohl, er ist gelangweilt. Um den Gouverneur zu provozieren und so eine Grundsatzdiskussion zu starten, erwähnt Bond ihm gegenüber, dass, wenn er einmal heiraten sollte, es eine Stewardess oder eine Japanerin sein sollte, weil sie die richtigen Ansichten haben. Er fände es toll, wenn jemand immer da wäre, der ihn bedient, immer lacht und fragt, ob man denn etwas möchte. Der Gouverneur durchschaut Bonds Versuch und geht deshalb darauf nicht ein. Stattdessen beginnt er die Geschichte eines früheren Mitarbeiters, Philip Masters, zu erzählen. Damit beginnt die eigentliche Handlung der Kurzgeschichte.
Philip Masters, ein nicht besonders kluger, dafür aber fleißiger Mann mit liberalen Ideen wird von Großbritannien nach Nigeria geschickt, um dort koloniale Aufgaben zu bewerkstelligen. Er arbeitet gut, behandelt die einheimische Bevölkerung human und wird aufgrund der ersten Labour-Regierung und einer hervorragenden Bewertung seines Vorgesetzten befördert und nach Nassau geschickt. Philip Masters ist sehr schüchtern und hatte nie sexuelle Beziehungen. Auf dem Rückflug von Nigeria fällt ihm die hübsche Stewardess Rhoda auf, nach langem Zögern fragt er sie schließlich, ob sie mit ihm essen gehen möchte. Sie stimmt zu. Nach einem Monat heiraten sie und ziehen gemeinsam nach Nassau. Im ersten halben Jahr läuft in der jungen Ehe alles bestens. Dann beginnt sich Rhoda zu langweilen. Masters gibt alle seine „luxuriösen“ Angewohnheiten (Rauchen, den Drink zwischendurch) auf, um Rhoda Masters ein Leben bieten zu können, wie es die anderen Frauen in Nassau haben.
Unter anderem zahlt er ihr Golfstunden im teuersten und besten Golfclub. Dort wird Rhoda schnell sehr beliebt und lernt einen jungen Millionärssohn aus den USA kennen. Rhoda, die schon immer von so einem Leben geträumt hat, lässt sich auf ihn ein und betrügt Masters öffentlich. Sie kennt keinerlei Mitleid mit ihm, und auch was die Leute dazu sagen, ist ihr egal. Hier folgt die Erklärung des Titels der Geschichte: Dass in jeder Beziehung zwischen einem Mann und einer Frau immer ein Minimum an Menschlichkeit übrigbleiben muss, selbst wenn der eine Partner den anderen betrügt, ein schweres Verbrechen begeht oder pleitegeht. Fehlt dieses Minimum an Trost für den Partner, wird die Beziehung endgültig und nachhaltig so weit zerstört, dass sie den Menschen selber zugrunde richtet, wenn er sich nicht losreißen kann. 
Philip passiert genau das. Er wird ein gebrochener Mann. Er vernachlässigt seine Pflichten, seine Entlassung droht. Um ihm zu helfen, schickt ihn der Gouverneur ein halbes Jahr nach Miami.
Mittlerweile ist es Sommer geworden: In Nassau wimmelt es von hübschen jungen Frauen. Rhoda Masters wird abserviert. Ihr gesellschaftlicher Abstieg beginnt. Sie besinnt sich auf ihren Ehemann und will einen Neuanfang wagen, wenn er zurückkommt. Doch Philip hat sich verändert. Er will sich scheiden lassen, bietet ihr aber an, während des Trennungsjahrs nach außen das glückliche Ehepaar zu spielen. Rhoda hat keine andere Chance: Sie muss dem zustimmen.
Als Philip nach einem Jahr nach Europa berufen wird, bittet Rhoda ihn um Unterhalt. Stattdessen lässt er ihr sein Auto. Doch das Auto stellt sich als Mietwagen heraus, nicht einmal die Rechnung ist beglichen. So nimmt Philip Rache.
Mit Hilfe der Frau des Gouverneurs übersteht Rhoda die nächsten Monate und findet schließlich einen reichen Kanadier, den sie heiratet und mit dem sie eben jene Dinner-Party besucht, auf der James Bond heute weilt; dieser nimmt sie jedoch (sich ihrer Identität zu diesem Zeitpunkt noch nicht bewusst) als stumpfsinnige Person wahr.

## Veröffentlichung
Die Geschichte wurde zuerst 1959 in der Mai-Ausgabe des Cosmopolitan veröffentlicht. Die Veröffentlichung, mit der diese Kurzgeschichte heute weitläufig in Kontakt gebracht wird, war im Rahmen des Kurzgeschichtensammelbandes 007 James Bond greift ein, der 1960 zum ersten Mal erschien und in deutscher Übersetzung 1965 veröffentlicht wurde.